# Monsac

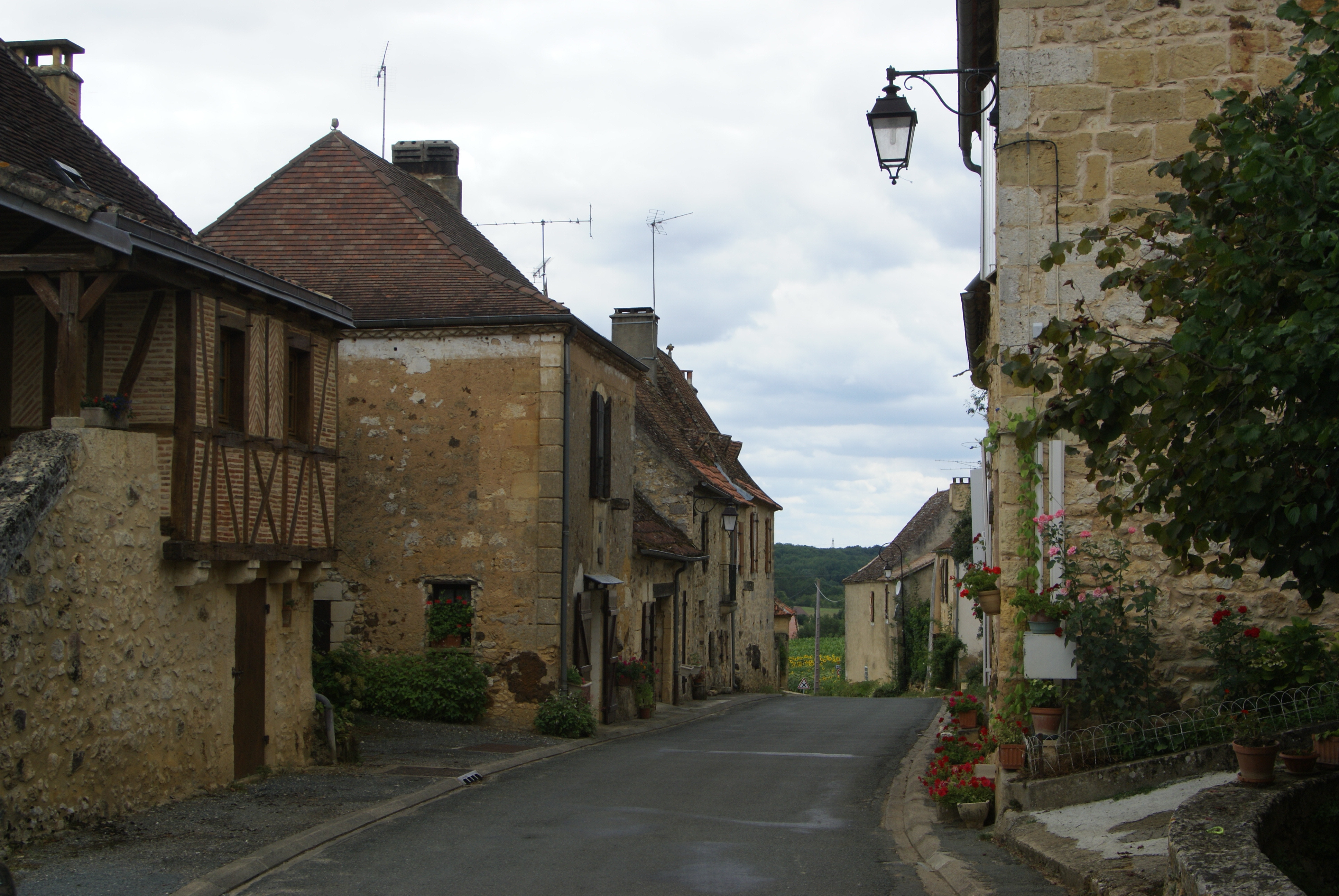
Đường phố Monsac

Monsac là một xã của Pháp, nằm ở tỉnh Dordogne trong vùng Aquitaine của Pháp.
Monsac có diện tích 10,74  km², dân số năm 2006 là 177 người.

## Thông tin nhân khẩu
| Năm    | 1962 | 1968 | 1975 | 1982 | 1990 | 1999 | 2006 |
| ------ | ---- | ---- | ---- | ---- | ---- | ---- | ---- |
| Dân số | 140  | 158  | 137  | 122  | 145  | 191  | 177  |